# Adriana van Ravenswaay
Adriana van Ravenswaay (Hilversum, 21 novembre 1816 – 8 marzo 1872) è stata una pittrice olandese.

## Biografia

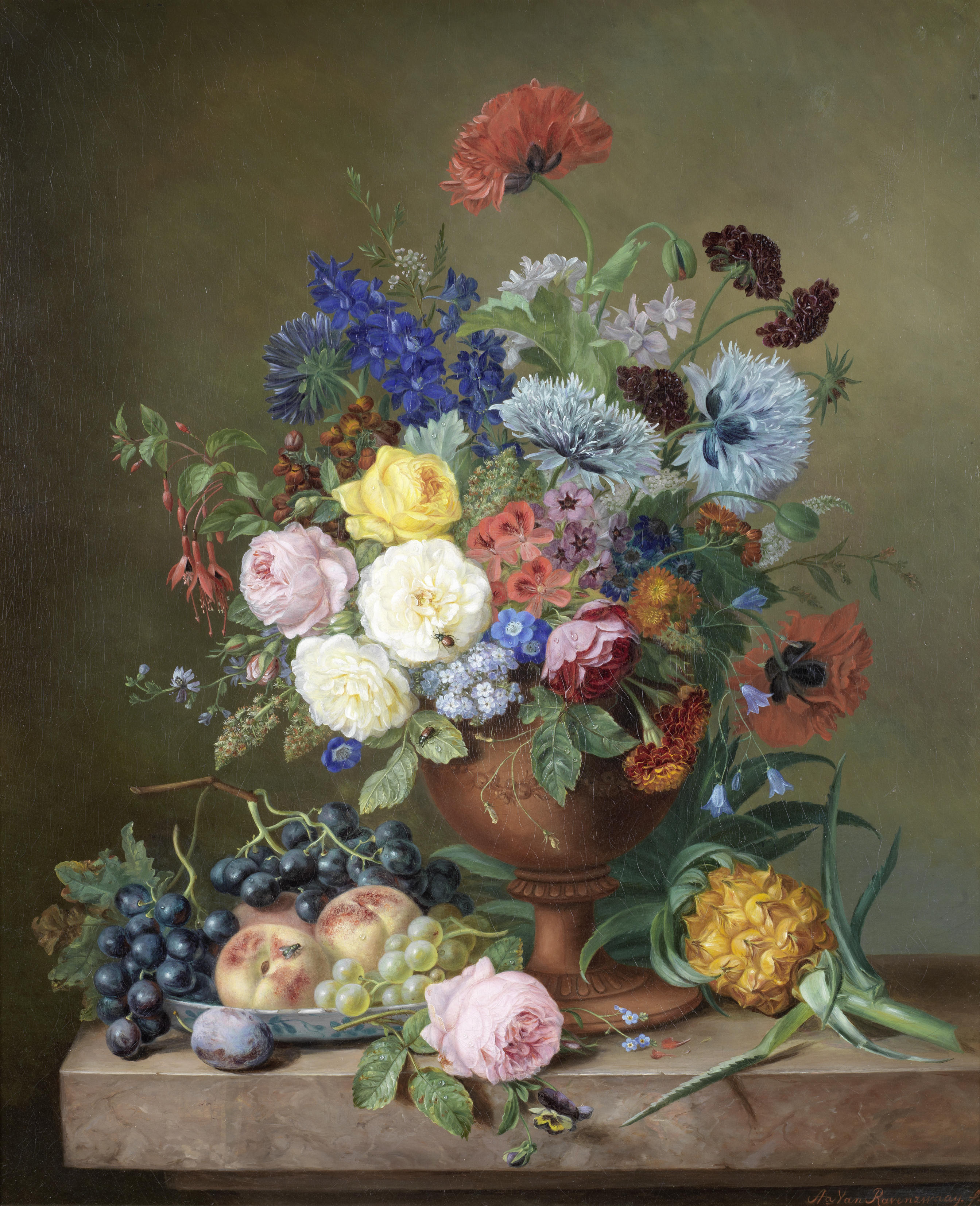
Un vaso di fiori misti e frutta su un ripiano di marmo, olio su tela

Nacque a Hilversum (Paesi Bassi) dove lavorò e visse come sorella del pittore Johannes van Ravenswaay (1815-1849). Come il fratello, probabilmente ricevette delle lezioni di pittura da suo zio Jan van Ravenswaay. Adriana non si sposò mai e rimase nubile.
È conosciuta per le sue nature morte di frutta e fiori sui quali ha lavorato per tutta la vita e con le quali ha partecipato alle Esposizioni delle opere dei maestri viventi (Tentoonstelling van Levende Meesters in olandese), che si tennero tra 1848 e il 1871 in varie città quali Utrecht, Leeuwarden, Amsterdam o ancora L'Aia. Ciò fa pensare che l'artista doveva avere già una carriera avviata dato che le mostre dei dipinti dei maestri viventi rappresentavano l'alternativa olandese ai Salon parigini. I lavori della pittrice sono ancora apprezzati a livello internazionale.